# Guillermo Murray
Guillermo Murray (Colón, Buenos Aires, 15 de junio de 1927-San Miguel de Allende, Guanajuato, 6 de mayo de 2021) fue un actor argentino.

## Biografía y carrera
Guillermo Murray Muttis nació el 15 de junio de 1927 en Colón, Buenos Aires, Argentina.
Estudió literatura por tres años en la Facultad de Filosofía y Letras de la Universidad del Litoral, Argentina. Se inició como actor en el teatro en su natal argentina en 1949 con la compañía teatral Teatro de arte dirigida por Esteban Pavón. 
En 1952 continuó sus estudios de historia del teatro y técnicas de actuación en la Academia de arte dramático dirigida por el maestro italiano Alberto D'Aversa. En 1954 debutó en el cine. En 1960, participando en el Festival de Cine Internacional de Cannes, fue invitado por productores para trabajar en el cine mexicano, radicándose en el país desde entonces. Debutó en el cine mexicano en la película El mundo de los vampiros en 1960. 
En televisión debutó en la telenovela La leona en el 1961. 
También trabajó en el teatro. 
Además de su trabajo como actor se destacó como escritor y director. 
Tuvo cuatro hijos, Guillermo (escritor), Alejandro (artesano), Rodrigo (actor y director) y Gabriela (actriz).

## Muerte
Falleció el 6 de mayo de 2021 a causa de un choque séptico.

## Filmografía

### Cine
- Morirse está en hebreo (2007) .... Dr. Berman
- La Tregua (2003) .... Alfonso Rosas Priego
- Fuera de la ley (1998)
- ¿Dónde quedó la bolita? (1993)
- El vergonzoso (1988)
- Fiebre de amor (1985)
- El judicial 2 (1985)
- El último kamikaze (1984) .... Varnoff
- El sinvergüenza (1984)
- El judicial (1984)
- Muerte en el Río Grande (1982) .... Albert Andrews
- Días de combate (1982) .... Marques
- Es mi vida (1982)
- Seis pasajes al infierno(1981)
- La vida de nuestro señor Jesucristo (1980)
- Yo maté a Facundo (1975)
- La super, super aventura (1975)
- La gran aventura (1974)
- Muñequitas de medianoche (1974)
- Lo que más queremos (1972)
- Victoria (1972) .... Dr. Agustín Rueda
- El deseo en otoño (1972) .... Víctor de la Torre
- Jesús, María y José: Leyendas de la infancia de N.S. Jesucristo (1972) .... José
- Tú, yo, nosotros (1972)
- Una mujer honesta (1972)
- Fin de fiesta (1972) .... Carlos
- Jesús, el niño Dios (1971) .... José
- Las puertas del paraíso (1971)
- El juicio de los hijos (1971)
- Siempre hay una primera vez (1971) .... Carlos (episodio Isabel)
- La novicia rebelde (1971)
- Claudia y el deseo (1970) .... Gerardo
- Las cadenas del mal (1970)
- Ha entrado una mujer (1970)
- La amante perfecta (1970)
- El crepúsculo de un dios (1969)
- Trampa para un cadáver (1969)
- Andante: Vértigo de amor en la oscuridad (1969)
- Flor marchita (1969)
- Amor en las nubes (1968)
- 4 contra el crimen (1968)
- Desnudarse y morir (1968)
- El cuarto chino (1967)
- Mujeres, mujeres, mujeres (1967)
- La Venus maldita (1967)
- Los que nunca amaron (1967)
- Cuernavaca en primavera (1966) .... Alberto Cantú (episodio El Nido de Amor)
- Una mujer sin precio (1966)
- Los valses venían de Viena y los niños de París (1966)
- El planeta de las mujeres invasoras (1966) .... Daniel Wolf
- Preciosa (1965)
- El asesino invisible (1965) .... Inspector
- Cucurrucucú Paloma (1965)
- Gigantes planetarios (1965) .... Daniel Wolf
- Los murciélagos (1964)
- He matado a un hombre (1964) .... Alberto Mendoza
- La huella macabra (1963) .... Theo Van Korn/Conde Brankovan
- El mundo de los vampiros (1961)
- Dios sabrá juzgarnos (1961)
- La procesión (1960)
- India (1960) .... Aventurero
- Plaza Huincul (Pozo Uno) (1960)
- Verano violento (1960)
- Alfonsina (1957)
- El protegido (1956) .... Osvaldo Bardi
- Horas marcadas (1954)
- Somos todos inquilinos (1954)

### Televisión
- La hija del mariachi (2006-2007)
- Olvidarte jamás (2006)
- La heredera  (2004-2005)
- Lo que es el amor (2001-2002)
- El amor no es como lo pintan (2000-2001)
- Tentaciones (1998)
- Amada enemiga (1997)
- Te sigo amando (1996-1997)
- Mujer, casos de la vida real (1996)
- Marisol (1996)
- Lazos de amor (1995-1996)
- Alondra (1995)
- Agujetas de color de rosa (1994-1995)
- María Mercedes (1992-1993)
- La telaraña (1989-1991)
- Cenizas y diamantes (1990-1991)
- Lo blanco y lo negro (1989)
- Flor y canela (1988-1989)
- El pecado de Oyuki (1988)
- Victoria (1987-1988)
- Pobre juventud (1986-1987)
- Los años pasan (1985)
- Juegos del destino (1981-1982)
- Muchacha de barrio (1979-1980)
- Humillados y ofendidos (1977)
- No hace falta quererte (1975)
- Enséñame a quererte (1974)
- Entre brumas (1973)
- Las gemelas (1972)
- Malevo (1972)
- El derecho de los hijos (1971)
- Mi amor por ti (1969-1970)
- En busca del paraíso (1968)
- Amor en el desierto (1967)
- Deborah (1967)
- El despertar (1966)
- Maximiliano y Carlota (1965)
- La máscara del ángel (1964)
- La mujer dorada (1964)
- Tres caras de mujer (1963)
- Adiós, amor mío (1962)
- Sor Juana Inés de la Cruz (1962)
- Encadenada (1962)
- La leona (1961)
- María Guadalupe (1960)